# ザ・モンキーズ (テレビドラマ)
ザ・モンキーズ（ザ・モンキーズ・ショー）は1966年9月から1968年3月までアメリカNBC系列で放送されたシットコムである。コロンビア映画制作。主演はザ・モンキーズ。
日本ではTBS系列で1967年（昭和42年）10月から1969年（昭和44年）1月にかけて放送された30分番組。

## あらすじ
カリフォルニア州ロサンゼルス郊外のビーチウッドに住む売れないミュージシャン4人が繰り広げるドタバタ・コメディ・ドラマ。成功を目指す4人の周りで起こる出来事を一話完結型で描く。

## 制作・スタッフ
- 制作：ロバート・ラフェルソン、バート・シュナイダー、レイバート・プロダクション、スクリーン・ジェムス／コロンビア・ピクチャーズ
- 監督：ジェームス・フローリー、ロバート・ラフェルソン、アレックス・シンガー 他
- 脚本：ロバート・ラフェルソン、ジャック・ウィンター、ディー・カルーソ、デイヴ・エヴァンス、ポール・マザースキー 他
- 脚本監修：ニール・バースティン

### 日本語版
- 制作：東北新社／TBS

### 提供
- 米国：ケロッグ、ヤードレイ
- 日本：明治製菓（現・明治）、セーラー万年筆

### 放送時間
- 米国 毎週月曜日 19:30 - 20:00 (1966年9月12日放送開始)
- 日本 毎週金曜日 19:00 - 19:30 (1967年10月6日放送開始)

## キャスト及び声優

### モンキーズ
- デイビー・ジョーンズ：高橋元太郎

ヴォーカル、パーカッション担当。グループ内で一番女の子にモテる。グループ内唯一のイギリス人。
- ミッキー・ドレンツ：鈴木ヤスシ

ヴォーカル、ドラムス担当。明るく物真似がうまい。典型的なエンターティナー。
- マイク・ネスミス：長沢純

ヴォーカル、ギター担当。グループのリーダー役。いつも被っているウールハットがトレードマーク。
- ピーター・トーク：太田博之

バックボーカル、ベース担当。天然ボケ役。

### その他
- シュナイダーさん

マネキン。体についている紐を引っ張るとしゃべる。時々人として扱われて酷い目に遭うことも。
- ナレーター：当時日本では分かりにくいニュアンスや説明のために大橋巨泉のナレーションが入る。米国版では基本的にナレーションはない。

### 主な脇役
- ローズ・マリー
- モンテ・ランディス
- ビクター・タイバック
- ジョー・ヒギンズ

### 主なゲスト出演者
- ボビー・シャーマン

第33回『ティーン・エイジ・アイドル』にアイドル、フランキー・カテリーナ役で出演。
- フランク・ザッパ

第52回『ロボットはイヤ』の冒頭にネスミス役で出演。ネスミスは逆にザッパ役で出演した。
- ティム・バックリィ

第66回『カムカム宇宙人』に出演し、本編とは別にエンディングにて弾き語りを披露。当回は米国では1968年3月25日に放映された第2シーズンの最終回であり、ゲストが最終回のエンディングを飾るというのはある意味異例。
- チャーリー・スモールス

## エピソード一覧
- 以下の日本語タイトル及び日付は日本経済新聞縮刷版（昭和42年〜44年）による。
- 米国でのシーズンでの放送はパイロット版を含む全58話だが、日本では再放送10話と下記の特別番組2話を加え全70回放送された。
- 米国でのシーズンでの放送に対し、日本では一気に放送されたため、米国での放送順序とは大幅に異なる。
- 米国では放送されていない特別番組として、1968年10月に日本武道館で収録された東京公演を放送した第54回「モンキーズ・イン・ジャパン(1)」と第55回「モンキーズ・イン・ジャパン(2)」（放送1968年10月11日、18日）がある。放送後にマスターが消失したため、以降は放送されていない。

| No | 原題                                        | 日本語題名                           | 放送日     |
| -- | ------------------------------------------- | ------------------------------------ | ---------- |
| 1  | Monkees In A Ghost Town                     | 若さでスタート                       | 1967/10/6  |
| 2  | The Spy Who Came In From The Cool           | モンキーズのスパイ大作戦             | 1967/10/13 |
| 3  | Monkee See, Monkee Die                      | お化け退治                           | 1967/10/20 |
| 4  | Your Friendly Neighborhood Kidnappers       | これがグループサウンズ               | 1967/10/27 |
| 5  | Royal Flush                                 | プリンセス誕生                       | 1967/11/3  |
| 6  | Monkees A La Mode                           | モンキーズファッション               | 1967/11/10 |
| 7  | Too Many Girls (Davy & Fern)                | スターハント                         | 1967/11/17 |
| 8  | Don't Look A Gift Horse In The Mouth        | ペットはダメよ！                     | 1967/11/24 |
| 9  | Here Come The Monkees (The Pilot)           | スィートシックスティーン！           | 1967/12/1  |
| 10 | The Success Story                           | グッドバイ・デイビー！               | 1967/12/8  |
| 11 | Monkee vs. Machine                          | アルバイトにアタック！               | 1967/12/15 |
| 12 | The Chaperone                               | ガールズ！！ガールズ！！             | 1967/12/22 |
| 13 | Monkees A La Carte                          | ギャングをノックアウト！             | 1967/12/29 |
| 14 | I've Got A Little Song Here                 | 涙のヒット・ソング                   | 1968/1/5   |
| 15 | One Man Shy (Peter & The Debutante)         | ゴー・ゴー・ピーター                 | 1968/1/12  |
| 16 | Son Of A Gypsy                              | ジプシー狂騒曲                       | 1968/1/19  |
| 17 | Dance, Monkee, Dance                        | ヘイ！ダンス・ダンス                 | 1968/1/26  |
| 18 | The Case Of The Missing Monkee              | ドクター・ストップ                   | 1968/2/2   |
| 19 | Find The Monkees(The Audition)              | スターを夢見て                       | 1968/2/9   |
| 20 | Art For Monkees' Sake                       | モダン・アート                       | 1968/2/16  |
| 21 | A Coffin Too Frequent                       | 出た出た！                           | 1968/2/23  |
| 22 | Monkees In The Ring                         | ノック・アウト                       | 1968/3/1   |
| 23 | I Was A Teenage Monster                     | モンスター・ロック！                 | 1968/3/8   |
| 24 | Monkees At The Circus                       | サーカス入門                         | 1968/3/15  |
| 25 | The Prince & The Pauper                     | ザ・プリンス                         | 1968/3/22  |
| 26 | Captain Crocodile                           | ユカイでショウ！                     | 1968/3/29  |
| 27 | Monkee Chow Mein                            | スパイ、ラーメン作戦                 | 1968/4/5   |
| 28 | Monkees On The Line                         | テレフォン・キッス                   | 1968/4/12  |
| 29 | Alias Micky Dolenz                          | 僕はベビー・フェイス                 | 1968/4/19  |
| 30 | Monkee Mother                               | ウィ・ラブ・ママ                     | 1968/4/26  |
| 31 | Monkees Get Out More Dirt                   | ブロークン・ハート                   | 1968/5/3   |
| 32 | Monkees In Manhattan                        | バイバイ・ブロードウェイ             | 1968/5/10  |
| 33 | Monkees At The Movies                       | ティーン・エイジ・アイドル           | 1968/5/17  |
| 34 | Monkees On Tour                             | ザ・モンキーズの生活とコンサート実況 | 1968/5/24  |
| 35 | It's A Nice Place to Visit                  | ファイト・イン・メキシコ             | 1968/5/31  |
| 36 | The Picture Frame (The Bank Robbery)        | ギャング・スター                     | 1968/6/7   |
| 37 | Everywhere A Sheik Sheik                    | デイビーさらわる                     | 1968/6/14  |
| 38 | Monkee Mayor                                | モンキー市長                         | 1968/6/21  |
| 39 | I Was A 99lb. Weakling                      | ボディビル入門                       | 1968/6/28  |
| 40 | Hillbilly Honeymoon (Shotgun Wedding)       | あヽクレイジー』                     | 1968/7/5   |
| 41 | Monkees Marooned                            | ゴーゴー無人島                       | 1968/7/12  |
| 42 | The Wild Monkees                            | スタート・ユア・エンジン             | 1968/7/19  |
| 43 | Monkees In Texas                            | ガンファイト                         | 1968/7/26  |
| 44 | Monkees On The Wheel                        | ラスベガス万歳                       | 1968/8/2   |
| 45 | Fairy Tale                                  | おときばなし                         | 1968/8/9   |
| 46 | Monkees Watch Their Feet                    | モンキーズ危うし                     | 1968/8/16  |
| 47 | The Monstrous Monkee Mash                   | こわいよこわいよ                     | 1968/8/23  |
| 48 | The Monkees Paw                             | ミッキーかわいそう                   | 1968/8/30  |
| 49 | Monkees In Paris                            | すばらしきパリ                       | 1968/9/6   |
| 50 | Monkees Race Again(Leave The Driving To Us) | グランプリをねらえ                   | 1968/9/13  |
| 51 | The Devil & Peter Tork                      | 地獄へおちろ                         | 1968/9/20  |
| 52 | Monkees Blow Their Minds                    | ロボットはイヤ                       | 1968/9/27  |
| 53 | Hitting The High Seas                       | 海賊をやっつけろ                     | 1968/10/4  |
| 54 | The Monkees in Japan (1)                    | モンキーズ・イン・ジャパン(1)        | 1968/10/11 |
| 55 | The Monkees in Japan (2)                    | モンキーズ・イン・ジャパン(2)        | 1968/10/18 |
| 56 | Art For Monkees' Sake                       | モダン・アート                       | 1968/10/25 |
| 57 | Find The Monkees(The Audition)              | スターを夢見て                       | 1968/11/1  |
| 58 | Card-Carrying Red Shoes                     | シークレット・ラブ                   | 1968/11/8  |
| 59 | The Case Of The Missing Monkee              | ドクター・ストップ                   | 1968/11/15 |
| 60 | One Man Shy (Peter & The Debutante)         | ゴー・ゴー・ピーター                 | 1968/11/22 |
| 61 | Some Like It Lukewarm(The Band Contest)     | ボーイズ・アンド・ガールズ           | 1968/11/29 |
| 62 | A Coffin Too Frequent                       | 出た出た！                           | 1968/12/6  |
| 63 | Monkees In The Ring                         | ノック・アウト                       | 1968/12/13 |
| 64 | Monkees Christmas Show                      | メリー・クリスマス                   | 1968/12/20 |
| 65 | The Prince & The Pauper                     | ザ・プリンス                         | 1968/12/27 |
| 66 | Mijacogeo(The Frodis Caper)                 | カムカム宇宙人                       | 1969/1/3   |
| 67 | The Chaperone                               | ガールズ！！ガールズ！！             | 1969/1/10  |
| 68 | Captain Crocodile                           | ユカイでショウ！                     | 1969/1/17  |
| 69 | The Monkees Mind Their Manor                | 負けるデイビー                       | 1969/1/24  |
| 70 | Monkees On Tour                             | ザ・モンキーズの生活とコンサート実況 | 1969/1/31  |

## 特筆事項
- 第13回『ギャングをノックアウト！』に、当時同じスタジオで制作されていた『かわいい魔女ジニー』がカメオ出演、ただしジニーを演じたのはバーバラ・イーデンではなく代役だった。
- 第23回『モンスター・ロック！』に、後のロジャー・ムーア時代のジェームズ・ボンドシリーズにてジョーズ役として活躍するリチャード・キールがモンスター役で出演している。
- 彼等はNBCの放送終了後も活動を継続してアルバムを発表していた。そこで本番組がCBSで再放送された時には、新作アルバムの販促の為に一部の音楽が新曲に差し替えられた。後に日本で発売されたVHS/LDは再放送のマスターを使用している。
- スタッフやスタジオが画面に映り込む事がある。
- 制作のラフェルソンがよく登場した一方、共同制作者のシュナイダーは出ず、マネキンの「シュナイダーさん」がいつも出ている。
- 1980年代にTBSにて再放送され、日本でリバイバルブームが起きた。このブームに便乗し、テレビ東京の「おはようスタジオ」でも国際電話でインタビューに応じたり、来日したりするきっかけにもなった。また、同局でも再放送された。
- 近年では2000年にBSフジ、2006年に音楽専門チャンネルのミュージック・エア・ネットワークにて放送。2009年からはフジテレビNEXTでたびたび再放送されている。

## VHS/LD
1992年から1993年にかけてバップよりVHS10巻、LDボックス（10枚組）40話が発売された。現在廃盤。

## DVD
1. The Monkees Season1 On DVD
2. The Monkees Season2 On DVD
3. The Monkees Our Favorite Episodes

いずれも米ライノ・エンタテインメントより。